# Jamie's Great Britain
Jamie's Great Britain is een televisieprogramma van Channel 4 dat in Nederland wordt uitgezonden door 24Kitchen.
In het programma reist televisiekok Jamie Oliver door Groot-Brittannië op zoek naar inspiratie voor zijn recepten. Hij ontdekt dat veel gerechten waarvan men zegt dat deze typisch Brits zijn, totaal niet Brits blijken te zijn. Deze gerechten zijn ontstaan door verschillende invloeden als gevolg van invasie, ontdekking en immigratie. Tijdens zijn reis rijdt Oliver met een rijdende pub door de desbetreffende streek.

## Seizoen 1
- Aflevering 1: Yorkshire
- Aflevering 2: The Heart of England
- Aflevering 3: Essex en Oost-Londen
- Aflevering 4: Bristol en Somerset
- Aflevering 5: Zuid-Wales
- Aflevering 6: Schotland